# Jean-Joseph Lamy de Boisconteau
Pour les articles homonymes, voir Lamy.
Jean-Joseph Lamy de Boisconteau, né le 15 novembre 1748 à Saint-Pourçain-sur-Sioule (Allier), mort le 27 novembre 1815, au château de Martilly à Bayet (Allier), est un général français de la Révolution et de l’Empire.

## État de service
Il entre en service dans les gendarmes de la Garde le 4 avril 1765, et le 15 mars 1787, il est fait chevalier de Saint-Louis.
Il est nommé le 8 mars 1793, colonel au 7e régiment d'infanterie, et il est promu général de brigade le 6 juillet suivant. 
Il est suspendu de ses fonctions le 23 décembre 1793, et arrêté le 10 janvier 1794.
Il meurt le 27 novembre 1815, à Bayet.

## Sources
- Jean-Joseph Lamy de Boisconteau sur roglo.eu
- (en) « Generals Who Served in the French Army during the Period 1789 - 1814: Eberle to Exelmans »